# Armenisches Museum (Antelias)
Das Armenische Museum in Antelias, einem nördlichen Vorort der libanesischen  Hauptstadt Beirut ist auch unter dem Namen Cilicia Museum bekannt, es wurde im Jahre 1998 der Öffentlichkeit zugänglich gemacht.
Das Museum befindet sich auf dem Gelände des Armenischen Katholikats von Kilikien.
Auf vier Etagen werden Sakralkunst, alte Manuskripte sowie der Völkermord an den Armeniern, die  Emigration sowie moderne bildende Kunst der Armenier vorgestellt.
Neben dem Museum gibt es eine Bibliothek mit 80.000 Büchern, Zeitschriften etc.
Das Museum wurde von 1993 bis 1997 erbaut und ist seit 1998 der Öffentlichkeit zugänglich.